# Serhij Czorny
Serhij Wasylowycz Czorny, ukr. Сергій Васильович Чорний (ur. 2 czerwca 1970) – ukraiński piłkarz, grający na pozycji obrońcy.

## Kariera piłkarska

### Kariera klubowa
W 1993 rozpoczął karierę piłkarską najpierw w drużynie Metałurh Nikopol, a 20 marca 1994 debiutował w podstawowym składzie Dnipra Dniepropetrowsk. Potem był wypożyczony do klubów Metałurh Nowomoskowsk i SK Mikołajów. Od początku 1997 ponownie bronił barw Metałurha Nikopol. W sezonie 2002/2003 występował w Polissia Żytomierz, po czym zakończył karierę piłkarską.

## Sukcesy i odznaczenia

### Sukcesy klubowe
- brązowy medalista Mistrzostw Ukrainy: 1995